# عملیات آزادی پایدار
عملیات آزادی پایدار (به انگلیسی: Operation Enduring Freedom) (اختصاری OEF) نامی رسمی از طرف ایالات متحده بر روی نخستین دورهٔ جنگ در افغانستان پس از حمله به این کشور بود. این عملیات به همراه سه عملیات کوچک نظامی دیگر زیر پرچم جنگ علیه تروریسم شامل عملیات آزادی عراق (تا تاریخ ۱۹ اوت ۲۰۱۰) و عملیات‌های جنگی در آفریقا و فیلیپین انجام می‌شد. این عملیات پس از ۱۳ سال در تاریخ ۲۸ دسامبر ۲۰۱۴ با فرمان باراک اوباما پایان یافت. ایالات متحده در ۱ ژانویه ۲۰۱۵ عملیات جدیدی را با نام عملیات آزادی سنتینل تحت پرچم جنگ با تروریسم در افغانستان آغاز کرد.
OEF به صورت اصلی به جنگ در افغانستان رجوع می‌شود، دیگر عملیات‌ها به صورت اعطا شدگی به آن ربط داده می‌شوند. اگرچه تمام عملیات‌ها بر روی ضد تروریسم تمرکز می‌کردند. «عملیات آزادی بلند مدت - افغانستان» کاری مشترک از سوی ایالات متحده، بریتانیا و افغانستان بود که کاملاً جدا از آیساف که عملیات ناتو در مورد ایالات متحده و بریتانیا محسوب می‌شد، اجرا می‌گردید.
این عملیات دارای چندین «زیر عملیات» بود.
1. عملیات آزادی بلند مدت - افغانستان[انگلیسی ۱] (OEF-A)
2. عملیات آزادی بلند مدت - فیلیپین[انگلیسی ۲] (OEF-P) (نام قدیمی "Operation Freedom Eagle")
3. عملیات آزادی بلند مدت - شبه‌جزیره شمال شرقی آفریقا[انگلیسی ۳] (OEF-HOA)
4. عملیات آزادی بلند مدت - صحرای ترانس، آفریقا[انگلیسی ۴] (OEF-TS)

## نگاهی کلی
در ۷ اکتبر ۲۰۰۱، عملیات رزمی اولیه‌ای شامل حملات هوایی توسط جنگنده‌های بمب‌افکن بی-۱ لانسر، اف-۱۴ تام‌کت، اف-۱۸هورنت، تاماهاک بی‌جی‌ام-۱۰۹، بی-۲ اسپیریت و بی-۵۲ استراتوفورترس بمباران افغانستان را شروع کردند و عملیات آغاز شد.

عملیات اصلی OEF-A که توسط رئیس‌جمهور پیشین جرج دبیلو بوش در بیانیه ۲۰ام سپتامبر در کنگره مطرح شده بود، هدف آن‌ها بمباران و نابودسازی کامل زیرساخت‌های طالبان در افغانستان، ضبط کمپ‌های القاعده و دستگیری رهبران آن و دستگیری تمام عاملین و فعالان در زمینهٔ تروریسم بود. در طول بمباران هوایی شهرهای افغانستان به ویژه شهر کابل، ۹۰٪ شهر به‌طور کامل از بین رفت و غیرنظامیان بسیار زیادی به همراه نیروهای شورشی کشته شدند که منجر به ترک طالبان از شهر و ورود نیروهای ایالات متحده در افغانستان گردید.
در ژانویه ۲۰۰۲ بیش از ۱٬۲۰۰ سرباز از نیروهای عملیات مخصوص ایالات متحده برای حمایت دولت و عقب کشاندن تروریست‌ها از جزیره باسیلان به فیلیپین اعزام شدند. مأموریت‌های آنان تعلیم سربازان فیلیپین و مردم محلی در کمک‌های مردمی می‌باشد.

## عملیات بلندمدت آزادی — افغانستان

### طالبان
بعد از ترک اتحاد جماهیر شوروی از افغانستان، طالبان تحت امارت اسلامی افغانستان از سال ۱۹۹۶ الی ۲۰۰۱ اداره امور دولتی را به دست گرفتند. تحلیل بسیار افراطی آن‌ها از اسلام باعث شد که آن‌ها به ممنوع کردن موسیقی، تلویزیون، ورزش و رقص، و مجبور کردن به جریمه‌ها و مجازات‌های بسیار سنگین برای متخلفین بپردازند. قطع عضوی از بدن، روش قبول شده دولت آن وقت برای مجازات دزدی بود. و اعدام‌ها در پیشگاه همه مردم در استادیوم فوتبال کابل انجام می‌شد. گروه‌های مدافع حقوق زنان در مورد نقض حقوق زنان در افغانستان و اینکه اجازه آموزش، بیرون آمدن از خانه و کار کردن را ندارند ابراز نگرانی می‌کردند. طالبان مجسمه‌های بودا در بامیان را به دلیل اینکه آن‌ها را بت شناخته بودند تخریب نمودند که از تمام جهان انتقادهایی برای اینکار روی آن‌ها گذاشته شد.

در سال ۱۹۹۶، شورشگر سعودی اسامه بن لادن بنا به درخواست سیاف فرمانده مجاهدین به افغانستان رفت. زمانی که طالبان به قدرت رسیدند بن لادن قادر شد که نیروهای طالبان و القاعده خویش را تقویت سازد. اینطور معلوم می‌شود که تمام شبه‌نظامیان القاعده توسط تیپ ۵۵ام عرب تعلیم داده شده‌اند که همین گروه در بین سال‌های ۱۹۹۷ الی ۲۰۰۱ به طالبان نیز آموزش می‌داد. طالبان و بن لادن رابطه بسیار نزدیک با یکدیگر داشتند.

### واکنش آمریکا و هم‌پیمانانش
در ۲۰ سپتامبر ۲۰۰۱، آمریکا بیان نمود که اسامه بن لادن در حملات ۱۱ سپتامبر در سال ۲۰۰۱ فعالیت جدی داشته است. آمریکا ۵ نقطه نهایی برای طالبان در افغانستان مشخص نمودند: بایگانی‌شده  در ۱۹ اوت ۲۰۱۰ توسط Wayback Machine
1. تمام رهبران القاعده به ایالات متحده تحویل داده شوند.
2. تمام افراد خارجی زندانی در بند طالبان آزاد و به ایالات متحده تسلیم داده شوند.
3. تمامی کمپ‌های تروریستی آن‌ها بسته شوند.
4. تمامی تروریست‌ها و حامیان آنهی معرفی و به مقامات تحویل داده شوند.
5. به ایالات متحده اجازه عام و تام برای دسترسی به کمپ‌های تروریستی و بررسی آن‌ها داده شود.

در ۲۱ سپتامبر ۲۰۰۱، طالبان این خواسته‌ها را رد کردند و بیان نمودند که هیچ مدرکی مبنی بر اشتراک اسامه بن لادن در حوادث ۱۱ سپتامبر نیست. در ۲۲ سپتامبر ۲۰۰۱، عربستان سعودی و امارات متحده عربی به رسمیت شناختن گروه طالبان را به عنوان دولت قانونی افغانستان پس گرفتند و پاکستان را به عنوان نزدیکترین همسایه به عنوان کارهای دیپلوماتیک افغانستان در نظر گرفتند.

طالبان سه بار پیشنهاد محاکمه اسامه بن لادن را به دولت ایالات متحده به خاطر حوادث یازده سپتامبر دادند که هر سه بار از سوی ایالات متحده این درخواست‌ها رد شد.
- در ۴ اکتبر ۲۰۰۱، طالبان به صورت مخفیانه قصد داشتند تا بن لادن را به پاکستان برده و در یک محاکمه بین‌المللی که توسط شریعت الهی اداره می‌شد برای حوادث ۱۱ سپتامبر به محاکمه بسپارند.[۲۲]
- در ۷ اکتبر ۲۰۰۱، طالبان پیشنهاد محاکمه بن لادن را در خاک افغانستان در یک محاکمه اسلامی به ایالات متحده دادند که این پیشنهاد بلافاصله از سوی مقامات آمریکایی در همان روز رد شد. ایالات متحده و بریتانیا شروع حملات خود را به کمپ‌های طالبان و القاعده آغاز کردند.[۲۳]
- در ۱۴ اکتبر ۲۰۰۱، طالبان پیشنهاد دیگری برای محاکمه و تحویل دادن بن لادن را در خاک کشور سوم (کشوری غیر از افغانستان و آمریکا) به ایالات متحده دادند و شرط آن‌ها این بود که فقط در صورتی که آن‌ها شواهد کافی برای دست داشتن بن لادن در حوادث ۱۱ سپتامبر ارائه کنند. ایالات متحده این درخواست را نیز رد کرد و به فعالیت‌های نظامی خود ادامه داد.[۲۴]

### شروع عملیات نظامی

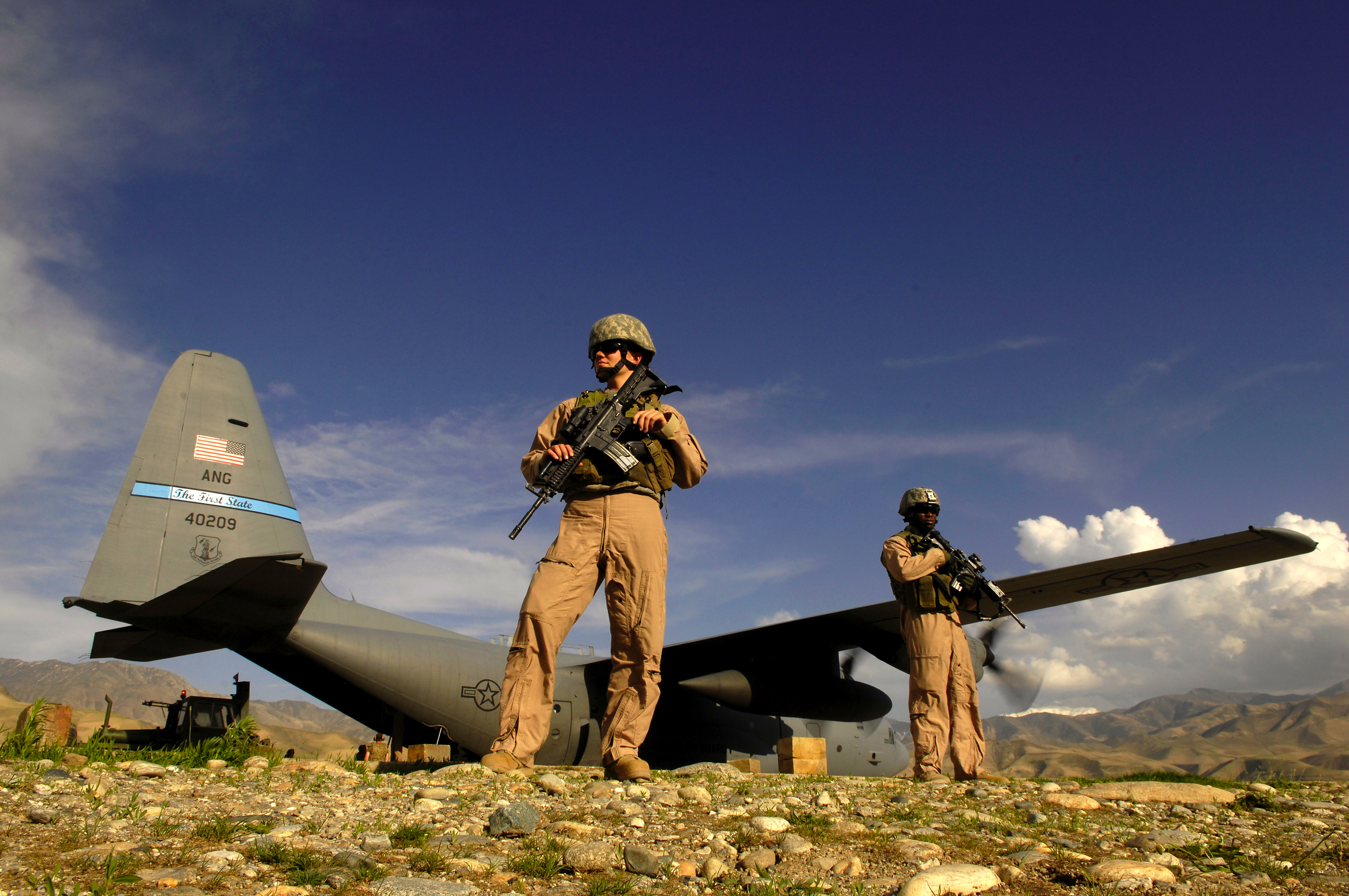
سرباز نیروی هوایی کلیا گاتری به همراه سرباز ارشد نیروی هوایی گرگ الیس در حال محافظت از یک جنگنده سی ۱۵۰ در هنگام عملیاتی در فیض آباد افغانستان.

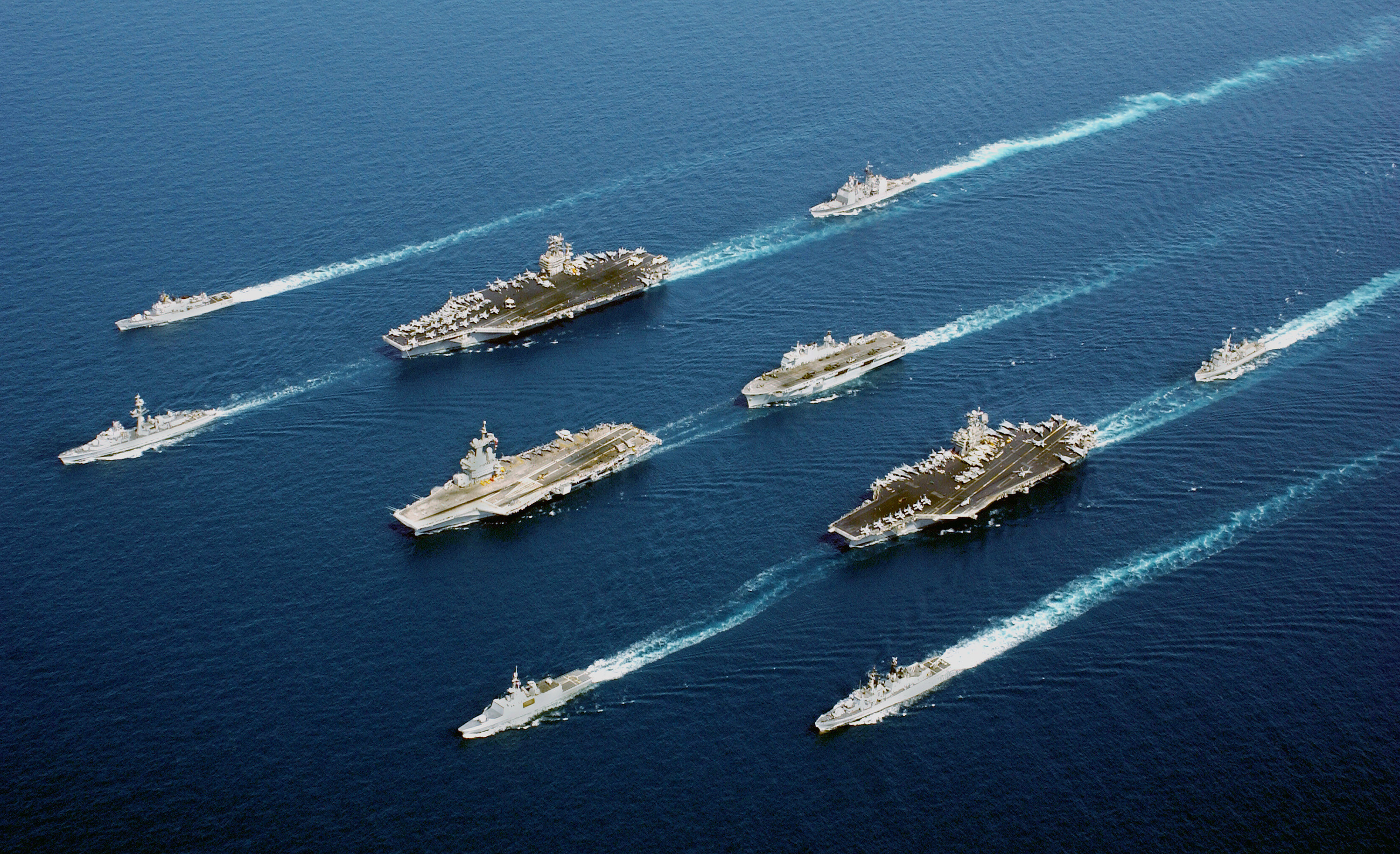
صحنه‌ای نادر از ناوگان نظامی ۵ کشور در طول عملیات بلندمدت آزادی در دریای عمان در حال اعزام به جنگ افغانستان.

روز یکشنبه هفتم اکتبر سال ۲۰۰۱، نیروهای آمریکایی و بریتانیایی با وجود نداشتن اجازه جنگ از سازمان ملل متحد بمباران هوایی بر کمپ‌های طالبان و القاعده را در افغانستان شروع کردند. نیروهای اتحاد شمال (مجاهدین) که در مقابل طالبان می‌جنگیدند با تضعیف شدن طالبان از سوی آمریکا توانستند شهر مزار شریف را در ۹ نوامبر به تصرف خود درآورند. این‌کار باعث شد به سرعت نیروهای طالبان از بخش‌های شمالی خارج شده و در ۱۳ نوامبر ۲۰۰۱ بعد از اینکه طالبان شهر را خالی گذاشتند کنترل کابل را نیز به دست بگیرند. طالبان آرام آرام کمتر شدند و تنها بخش کوچکی از آن‌ها در شهر کندز دیده می‌شد. آخرین گروه طالبان نیز در ۲۶ نوامبر دستگیر شدند و مابقی به پاکستان متواری شدند.
جنگ به سوی جنوب کشور کشیده شد، جایی که طالبان به قندهار عقب‌نشینی کرده بودند. بعد از سقوط قندهار در دسامبر، مابقی طالبان و القاعده به استقامت ادامه دادند. در همین حال در نوامبر ۲۰۰۱، نیروهای آمریکایی و متحدین آن اولین نیروهای زمینی خود را در خاک افغانستان در جنوب غربی شهر کابل در اف‌اوبی راینو مستقر ساختند.
جنگ تورابورا که نیروهای آمریکایی، بریتانیایی و مجاهدین در آن نقش داشتند برای نابودسازی کامل طالبان و القاعده در افغانستان در دسامبر ۲۰۰۱ آغاز گشت. در اوایل مارس ۲۰۰۲، نیروهای ایالات متحده همراه با متحدین افغانشان عملیاتی بسیار بزرگ با نام عملیات آناکودا ترتیب دادند. این عملیات توسط بخش ۱۰هم نیروهای کوهستانی ایالات متحده، نیروهای یگان ویژه آمریکا از گروه‌های تی‌اف ۱۱، تی‌اف بووی و تی‌اف دگر به همراه نیروهای بریتانیا، نروژ، کانادا، آلمان، اردوی ملی افغانستان، استرالیا و نیوزلند برگزار شد.
از ژانویه سال ۲۰۰۶، ناتو با عملیات خودش موسوم به نیروهای بین‌المللی کمک به امنیت کارهای جنگی را از عملیات آزادی بلند مدت گرفت و خود عهده‌دار آن‌ها در جنوب افغانستان شد. نیروهای ناتو در اول از بریتانیا، کانادا، نیروهای هلندی و نیروهای کوچکی از دانمارک و رومانی و استونی به همراه حمایت هوایی نروژ و حمایت هوایی و توپخانه‌ای ایالات متحده شکل گرفت. ایالات متحده عملیات‌های زیادی را به تنهایی و بدون مشورت با ناتو در زیر نام «عملیات بلندمدت آزادی» انجام می‌داد. این عملیات‌ها در تمام نقاط افغانستان به ویژه قندهار، بگرام و کابل (کمپ اگرز و کمپ فینکس) شامل می‌شدند.

### حمایت‌های بین‌المللی
در طول عملیات بلندمدت آزادی در سال‌های ۲۰۰۱ الی ۲۰۰۳، ایالات متحده توسط بسیاری از کشورها و هم‌پیمانانش حمایت می‌گردید. طوری‌که از ۲۰۰۶ بیش از ۴۰ کشور در این جنگ سهیم بودند.

## معادل‌های انگلیسی
1. ↑  Operation Enduring Freedom - Afghanistan
2. ↑  Operation Enduring Freedom - Philippines
3. ↑  Operation Enduring Freedom - Horn of Africa
4. ↑  Operation Enduring Freedom - Trans Sahara